# Medellín
Medellín este un oraș din Columbia, capitala departamentului Antioquia, situat în nord-vestul țării, în centrul văii Aburra, pe malul râului Medellín. Conform datelor recensământului din 2005, are o populație de peste 2.200.000 de locuitori. Aria metropolitană, fiind compusă din 9 municipalități cu o populație de peste 3.200.000 de locuitori, este un important nod industrial, comercial, urban al țării. Medellín se situează pe locul 98 în lista celor mai poluate orașe ale planetei.

## Etimologie

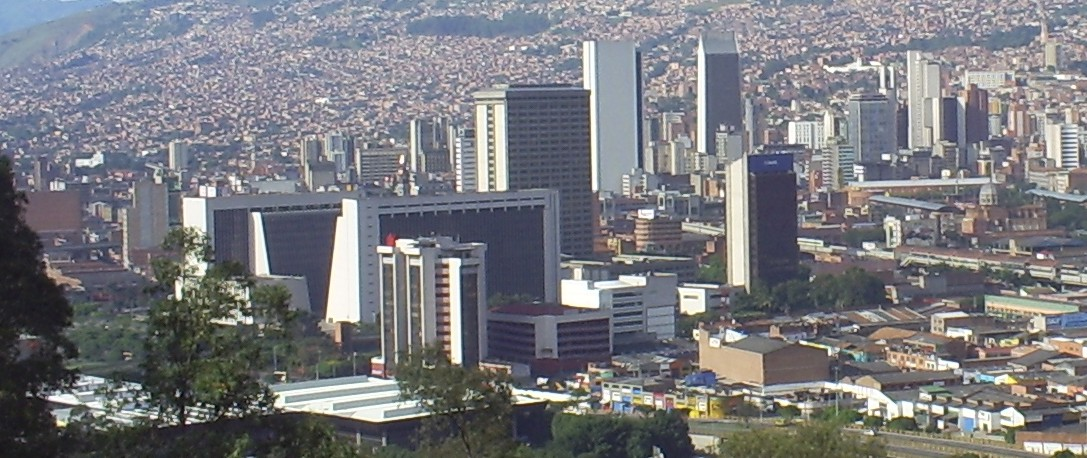
Centrul orașului Medellin

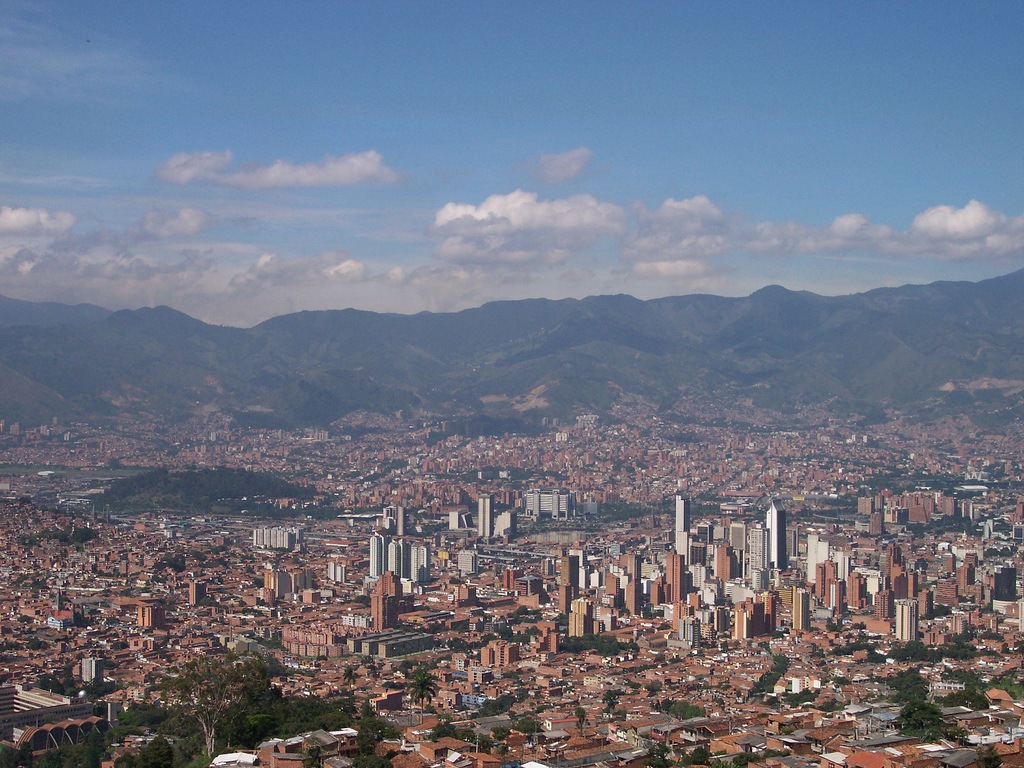
Medellín, Columbia

Nou fondata localitate spaniolă a avut cinci denumiri până acum: Aburrá de los Yamesíes, San Lorenzo de Aburrá, San Lorenzo de Aná, Valle de San Bartolomé, Villa de la Candelaria de Medellín și Medellín.
Numele contemporan e dat în onoarea orașului iberic Medellin, situat în Extremadura spaniolă. Numele a fost atribuit de către conquistadori ca Gaspar de Rodas, originari din Badajoz. Contele Pedro Portocarrero y Luna, Președintele Consiliului Indiilor Vestice (Consejo de Indias), a cerut Monarhiei permisiunea de a numi noua localitate fondată în onoarea orașului său. Cererea sa a fost acceptată la 22 noiembrie 1674, când regenta Mariana de Austria a proclamat numele Villa de Nuestra Señora de Medellín. Proclamarea oficială a fost dată de guvernatorul Miguel Aguinaga y Mendiogoitia, la 2 noiembrie 1675.

## Istorie

### Populații indigene
Sunt evidențe arheologice precum că valea Aburrá ar fi fost populată 10500 ani de vânători și colectori. Invadatorii spanioli au găsit grupuri etnice ca Aburrá, Yamesí, Pequé, Ebejico, Norisco, Maní care populau valea din secolul 5. Triburile Aburrá au dat numele văii pe care o populau. Ei trăiau din agricultură (porumb, boabe și bumbac), textile, meșteșuguri, comerț cu sare și prelucrarea aurului. Dominația spaniolă, prin introducerea sistemului feudalist, i-a deposedat pe localnici de proprietăți și i-a forțat la muncă silnică în mine. Munca grea, bolile și tratamentul inuman au dus la exterminarea, aproape în întregime, a populațiilor susnumite. Descendenții acestor etnii mai pot fi întâlniți în regiunea Urabá.

## Transport

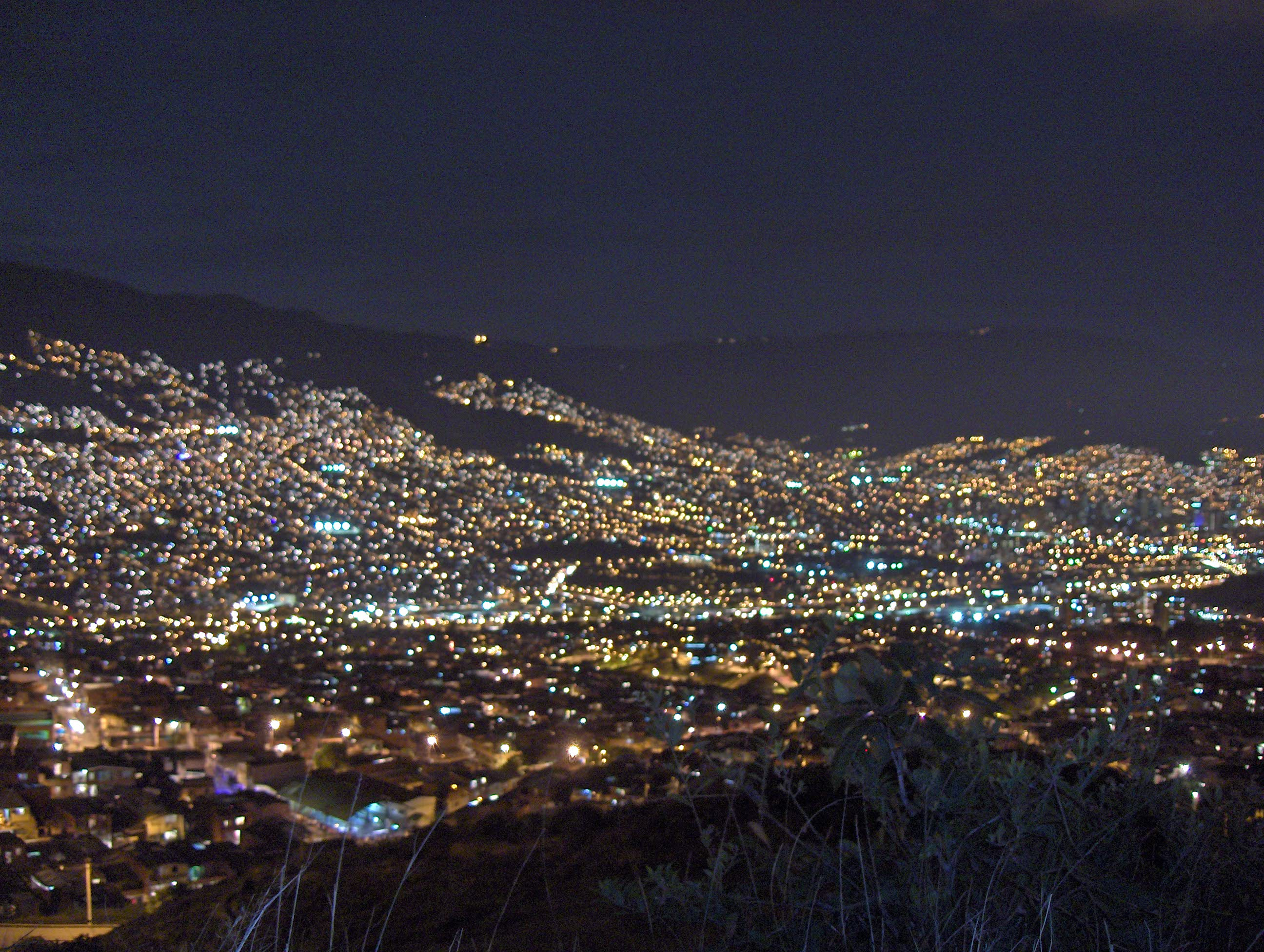
Medellín, vedere nocturnă

### Transport Aerian
Medellín are un aeroport intern, Aeroportul Olaya Herrera (EOH) și Aeroportul Internațional Jose Maria Cordova (MDE) care este așezat în afara localității Valle de Aburra în orașul Rionegro la 29 km est de orașul Medellín. În 2015, cea mai aglomerată rută de zbor intern a fost între Jose Maria Cordova și Bogota în timp ce cea mai aglomerată rută internațională a fost între Jose Maria Cordova și Panama City.  
Aeroportul Jose Maria Cordova este una din porțile aeriene importante al Columbiei fiind deservit de mai multe companii aeriene importante, cele mai mari fiind Avianca, American Airlines, Copa Airlines, și JetBlue. În 2015, Aeroportul Olaya Herrera era al optulea cel mai utilizat aeroport din Columbia si Aeroportul Jose Maria Cordova era al doilea aeroport ca mărime si utilizare din Columbia. În 2015, pe Aeroportul Olaya Herrera au tranzitat 1.115.517 de pasageri și pe Aeroportul Jose Maria Cordova au tranzitat 7.567.624 cu un total de 8.683.141.
VivaColombia este o companie aeriană plată-redusă (Low-Cost) Columbiană cu sediul in Medellín, Columbia la Aeroportul Jose Maria Cordova.  VivaColombia este prima companie aeriană plată-redusă din Columbia. Fondatorii cea mai mari companie aeriană plată-redusă din Europa, Ryanair, deține o parte din VivaColombia.

### Transport Urban
Metroul din Medellin
Metro de Medellin este un tren urban care traversează zona metropolitană a Medellin din Vallea Aburra.  
Orasele din Vallea Aburra au avut o dezvoltare industrială relativ recentă care a început în 1930. Tramvaiurile (tranvía) din începutul secolului 20 pot fi considerate ca predecesorul Metroul Medellin din secolului 21.
Rețeaua trenurilor de Metrou în Medellin este operată de compania Empresa de Transporte Masivo del Valle de Aburrá - Metro de Medellín Ltda.  Compania a fost creata 31 mai 1979 de un efort comun între Municipalitatea Medellín și Departamentul Antioquia. În 1979, compania Mott, Hay & Anderson Ltda a început studiile tehnice și economice de fezabilitate pentru Metroul din Medellin.  In anul 1980 proiectul a inclus de asemenea guvernul federal, care în Decembrie 1982 a aprobat finanțarea de 100% din resursele necesare pentru lucru. În 1984, companii germane și spaniole au fost contractate de a construi metroul.
Prima operație comercială a primei secțiuni între stațiile Niquía și Poblado a fost deschis la ora 11:00 AM 30 noiembrie 1995.  Rețeaua cu două linii a fost finalizat în 1996.  Metroul traversează orașul pe axa nord-sud. De asemeni există două extensii, prima fiind din nord în nord-est, cea de-a doua din centru spre vest..
Sistemul de Metrou din Medellin este primul Metrou implementat în Columbia.  
În prezent, sistemul operează 63 stații: 27 de tren, 8 stații de cablu teleferic și 28 de statii de autobuze tranzit rapid. Metroul din Medellin cuprinde în prezent două linii: linia A, care este de 25,8 km (16,0 mi) de lungă și servește 21 de stații, iar linia B, care este de 5,5 km (3,4 mi) lungime și servește 6 stații (plus stația de San Antonio, transferul cu stația de linia A).
În plus, sistemul de cablu de teleferic, Metrocable, care completează sistemul de metrou este alcătuit din trei linii: Linia J cu 3 stații (plus o stație de transfer cu linia de metrou B), Linia K cu 3 statii (plus cu un singur transfer stație Linia L), și Linia L cu o singură stație (plus stația de linie un singur transfer cu K).
Astăzi, după 20 de ani de funcționare, zona de influență se întinde pe șase municipalități: Bello, Medellin, Itagui, Envigado, Sabaneta și La Estrella și caracteristici integrate în alte rute de municipalități din apropiere.
Metroplus este un sistem de transport masiv realizat prin intermediul aubobuzelor articulate, în regim de metro. Actual acesta este independent de metro. Stațiile sunt dispuse la intervale de 500 metri. Vehiculele au capacitatea de 160 persoane.
Autobuze Orașul beneficiază de serviciile companiei private de transport SIT Sistema Integrado de Transporte, care a fost restructurat în 2007. Se prevede un proiect care presupune integrarea celor trei rețele de transport urban, metroul, Metroplus și SIT.
Taxi. Sunt numeroase companii de taxi care acoperă toată aria metropolitană. De asemeni sunt companii care oferă servicii bilingve, engleză - spaniolă. Unele companii oferă servicii de taxi interurbane.
Transport interurban. Municipiul Medellin beneficiază de serviciile a două terminale de transport. Aceste terminale sunt centre comerciale cu servicii bancare și telecomunicații. Există un proiect pentru a construi un al treilea terminal situat în sudul localității Valle de Aburra.

## Clima
| Date climatice pentru Medellín                                     | Date climatice pentru Medellín | Date climatice pentru Medellín | Date climatice pentru Medellín | Date climatice pentru Medellín | Date climatice pentru Medellín | Date climatice pentru Medellín | Date climatice pentru Medellín | Date climatice pentru Medellín | Date climatice pentru Medellín | Date climatice pentru Medellín | Date climatice pentru Medellín | Date climatice pentru Medellín | Date climatice pentru Medellín |
| Luna                                                               | Ian                            | Feb                            | Mar                            | Apr                            | Mai                            | Iun                            | Iul                            | Aug                            | Sep                            | Oct                            | Nov                            | Dec                            | Anual                          |
| ------------------------------------------------------------------ | ------------------------------ | ------------------------------ | ------------------------------ | ------------------------------ | ------------------------------ | ------------------------------ | ------------------------------ | ------------------------------ | ------------------------------ | ------------------------------ | ------------------------------ | ------------------------------ | ------------------------------ |
| Maxima medie °C (°F)                                               | 27.7 (81,9)                    | 28 (82)                        | 28 (82)                        | 27.6 (81,7)                    | 27.4 (81,3)                    | 27.9 (82,2)                    | 28.3 (82,9)                    | 28.2 (82,8)                    | 27.7 (81,9)                    | 26.8 (80,2)                    | 27 (81)                        | 27.1 (80,8)                    | 27,64 (81,76)                  |
| Minima medie °C (°F)                                               | 16.7 (62,1)                    | 16.9 (62,4)                    | 17.2 (63)                      | 17.4 (63,3)                    | 17.3 (63,1)                    | 17 (63)                        | 16.5 (61,7)                    | 16.6 (61,9)                    | 16.5 (61,7)                    | 16.6 (61,9)                    | 16.9 (62,4)                    | 16.7 (62,1)                    | 16,86 (62,34)                  |
| Minima istorică °C (°F)                                            | 12.4 (54,3)                    | 12.4 (54,3)                    | 13 (55)                        | 13.9 (57)                      | 12.8 (55)                      | 10.4 (50,7)                    | 10 (50)                        | 11.4 (52,5)                    | 10.2 (50,4)                    | 11.2 (52,2)                    | 11.2 (52,2)                    | 8 (46)                         | 12,4 (54,3)                    |
| Ploaie mm (inches)                                                 | 61.4 (2.417)                   | 76.1 (2.996)                   | 120.6 (4.748)                  | 163.1 (6.421)                  | 199.5 (7.854)                  | 147.7 (5.815)                  | 118.9 (4.681)                  | 154 (6.06)                     | 171.7 (6.76)                   | 221 (8.7)                      | 151.1 (5.949)                  | 87.8 (3.457)                   | 1.672,9 (65,862)               |
| Umiditate [%]                                                      | 66                             | 66                             | 67                             | 70                             | 71                             | 67                             | 63                             | 65                             | 69                             | 72                             | 73                             | 70                             | 68,3                           |
| Nr. mediu de zile ploioase                                         | 12                             | 13                             | 17                             | 21                             | 24                             | 18                             | 16                             | 20                             | 22                             | 25                             | 21                             | 15                             | 224                            |
| Ore însorite                                                       | 175.5                          | 149                            | 154.2                          | 127.9                          | 138.9                          | 173                            | 203.2                          | 191.6                          | 153.4                          | 132.9                          | 136.4                          | 156.2                          | 1.892,2                        |
| Sursă: INSTITUTO DE HIDROLOGIA METEOROLOGIA Y ESTUDIOS AMBIENTALES |                                |                                |                                |                                |                                |                                |                                |                                |                                |                                |                                |                                |                                |

## Personalități
- Pablo Escobar, mafiot și politician
- J Balvin, cântăreț de raeggeton
- Maluma (Juan Luis Londoño Arias) , cântăreț de raeggeton
- Fernando Botero, pictor și sculptor
- Santiago Botero, ciclist;
- Emiliana Arango (n. 2000), tenismenă.

## Orașe înfrățite
Medellín este înfrățite cu: 
| - Bogotá D.C, Columbia - Cali, Columbia - Pasto, Nariño, Columbia - Buenos Aires, Argentina - Rosario, Argentina - Gold Coast, Australia - São Paulo, Brazilia - Manaus, Brazilia - Varna, Bulgaria | - Udine, Italia - Tijuana, Mexic - Dubai, Emiratele Arabe Unite - Fort Lauderdale, Statele Unite ale Americii - New York City, Statele Unite ale Americii - Chicago, Statele Unite ale Americii - Miami, Florida, Statele Unite ale Americii - Tacuarembó, Uruguay |